# Fulgurodes plumboelata
Fulgurodes plumboelata är en fjärilsart som beskrevs av Walker 1866. Fulgurodes plumboelata ingår i släktet Fulgurodes och familjen mätare. Inga underarter finns listade i Catalogue of Life.